# 数学百科全书
《数学百科全书》（俄語：Математическая энциклопедия）为苏联科学院院士、通讯院士和苏联数学各领域的权威学者执笔撰写，伊万·维诺格拉多夫主编的一部数学百科全书，由苏联大百科全书出版社出版，最早的版本于1977年出版，尔后陆续出版了增订本。该书是数学史上的一个里程碑，是当今世界上内容最新、最全面、水平最高的一部大型数学工具书。
这部百科全书已经有CD-ROM版本及网络版本。

## 《数学百科全书》维基版
目前，该百科全书的全新动态版本已作为一个公开的在线维基平台上线。这一新版维基由施普林格（Springer）和欧洲数学学会（European Mathematical Society）合作开发。新版百科全书不仅完整收录了此前在线版本的全部内容，还允许公众对条目进行更新，以纳入数学领域的最新进展。所有条目的内容准确性将由欧洲数学学会指定的编辑委员会成员监督。

## 英文版本
俄文版出版后不久，英文版《数学百科》（Encyclopedia of Mathematics，EOM；前稱Encyclopaedia of Mathematics）即由荷兰克魯維爾公司组织180多位数学家联合翻译出版，并附有大量的增订。

## 中文版本
中文版由中国数学会领导，组织中国200多位数学家进行编译，据俄文版和英文版翻译，1994年起分5卷陆续由科学出版社出版，历时10年完成。其繁体版本由九章出版社在台湾出版。